# Conseil scolaire catholique du Nouvel-Ontario
www.nouvelon.ca
Le Conseil scolaire catholique du Nouvel-Ontario (CSCNO) est un organisme scolaire catholique et francophone desservant les districts de Sudbury et d'Algoma dans la province de l'Ontario au Canada. Il scolarise plus de 7 000 élèves franco-ontariens.

## Présentation
Le CSCNO est un des plus grands conseils scolaires de langue française en Ontario. Il regroupe quelque 7 000 élèves répartis dans 37 lieux d'enseignement dont 27 écoles élémentaires, 9 écoles secondaires et 1 centre d'éducation aux adultes. 
Le Conseil scolaire catholique du Nouvel-Ontario couvre un domaine scolaire d'une superficie territoriale de plus de 19 226 km2 et couvre les comtés de Algoma, Chapleau, Espanola, Hornepayne, Manitoulin, Michipicoten, Rive Nord, Sault-Ste-Marie, Sudbury, Sudbury Est et Wawa. 
Le siège social de cet organisme scolaire est situé au 201 rue Jogues à Sudbury.